# Strelitziengewächse
Die Strelitziengewächse (Strelitziaceae) sind eine Pflanzenfamilie in der Ordnung der Ingwerartigen (Zingiberales). Diese Familie enthält nur drei Gattungen mit sieben Arten. Einige Arten werden als Zierpflanzen verwendet.

## Beschreibung und Ökologie

### Erscheinungsbild und Laubblätter
Es sind ausdauernde, krautige Pflanzen, die zum Teil sehr groß werden. Sie bilden kurz verzweigte Rhizome. Die oberirdischen Sprossachsen sind meist unverzweigt oder selten dichotom verzweigt. Oft stehen viele Pflanzen horstartig zusammen. Eine Ausnahme innerhalb der Ordnung der Zingiberales sind die verholzenden Sprossachsen bei Phenakospermum und Ravenala. Ein sekundäres Dickenwachstum fehlt, deshalb spricht man beim „Baum der Reisenden“ botanisch auch von baumförmiger Pflanze und nicht von Baum.
Die wechselständig und zweizeilig angeordneten Laubblätter sind in Blattscheide, Blattstiel und Blattspreite gegliedert. Die langen, einfachen Blattspreiten besitzen eine prominente Mittelrippe und fast parallel, aber leicht sigmoid, also schwach S-förmig verlaufende Seitennerven, die sich nahe dem glatten Blattrand treffen. Es sind keine Ligulae vorhanden.

### Blütenstände und Blüten

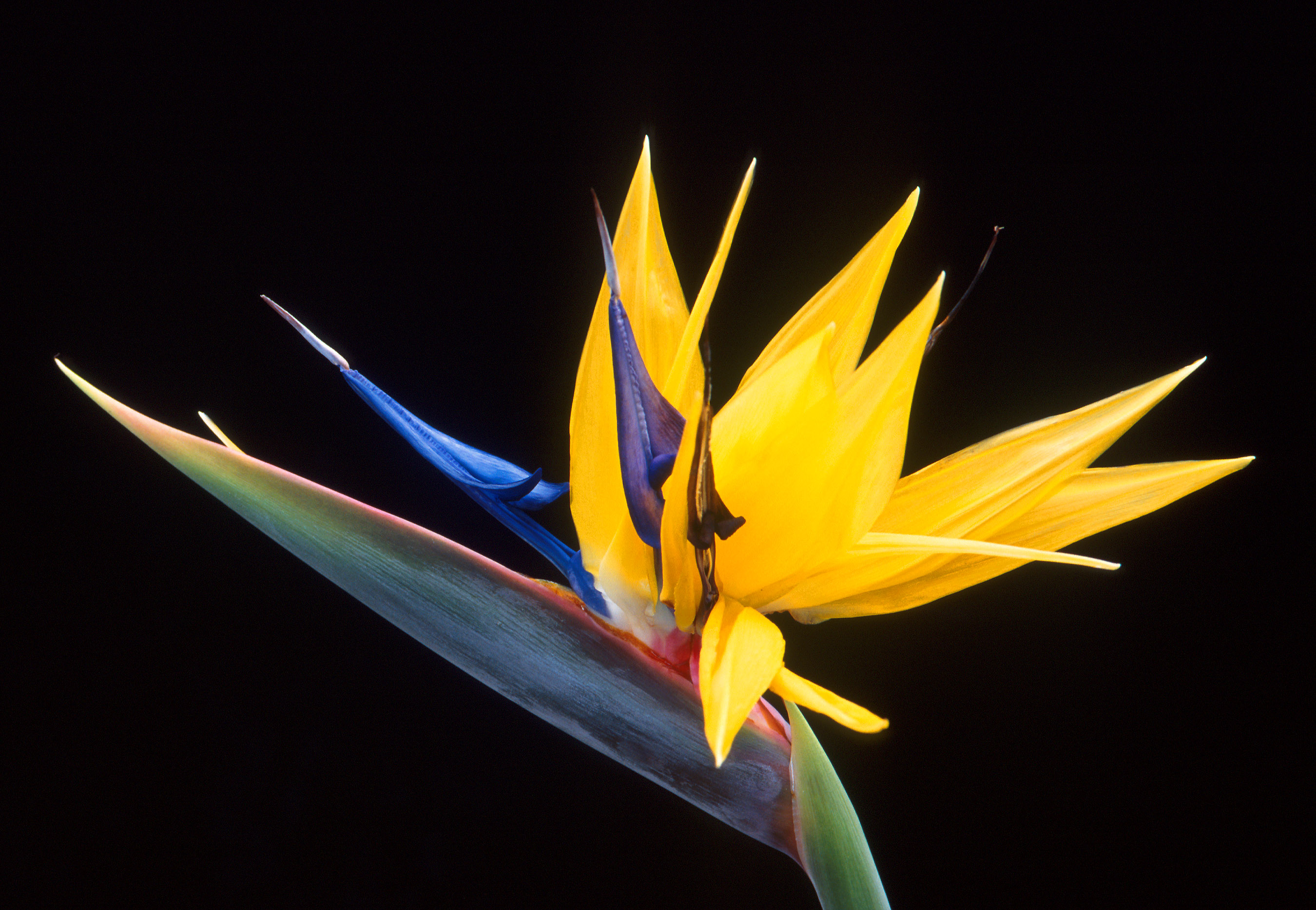
Blütenstand der Paradiesvogelblume (Strelitzia reginae)

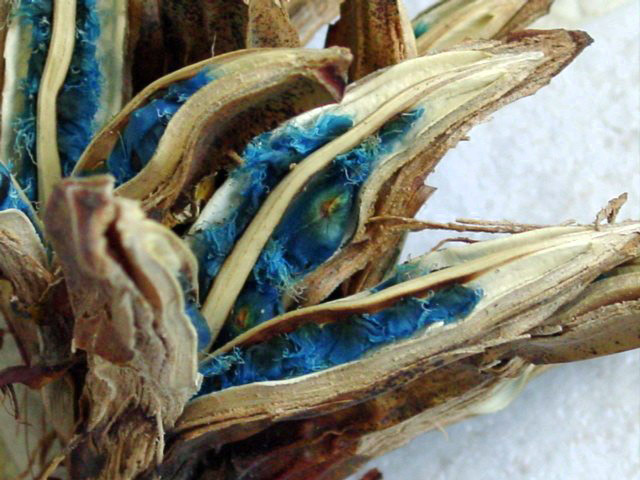
Blaue behaarte Arillus der Samen in aufgesprungenen Kapselfrüchten von Ravenala madagascariensis

Die seitlichen oder endständigen Blütenstände (Infloreszenzen) sind Wickel und haben schiffchenförmige, grüne Hochblätter (Brakteen), die die bestäubenden Vögel zum Sitzen nutzen.
Die zwittrigen Blüten sind zygomorph und dreizählig. Es sind zwei Kreise mit je drei Blütenhüllblättern vorhanden. Die drei freien Blütenhüllblätter des äußeren Kreises sind gleich oder verschieden. Von den drei Blütenhüllblättern des inneren Kreises sind die beiden seitlichen zu einer pfeilartigen Hülle um den Griffel, bei Strelitzia auch um die Staubblätter. Es sind ursprünglich zwei Kreise mit je drei fertilen Staubblättern vorhanden. Bei Ravenala sind alle sechs Staubblätter vorhanden, aber bei allen anderen Arten fehlt eines des inneren Kreises. Im Gegensatz zu vielen anderen Familien der Ordnung sind keine Staubblätter zu Staminodien umgewandelt. Die zweizelligen Pollenkörner besitzen keine Apertur und es fehlt ihnen weitgehend eine Exine, aber sie besitzen eine dicke Intine. Drei Fruchtblätter sind zu einem unterständigen Fruchtknoten verwachsen, mit vielen (20 bis 50) zentralwinkelständigen Samenanlagen in jeder der drei Fruchtknotenkammern; er besitzt eine Verlängerung, die eine feste Röhre bildet. Es sind in die Fruchtknotenwand tief eingesunkene Septalnektarien vorhanden. Der Griffel endet in einer einfachen oder dreilappigen Narbe. Die meisten Arten werden von Vögeln (Ornithophilie) bestäubt, Phenakospermum von Fledermäusen (Chiropterophilie), Ravenala von Lemuren.

### Früchte und Samen
Sie bilden holzige, lokulizide Kapselfrüchte.
Die Samen besitzen immer ein stärkereiches Endosperm und immer einen Arillus. Der auffällige, leuchtend gefärbte (bei Ravenala blau, bei Strelitzia orange, bei Phenakospermum rot) Arillus ist zerschlitzt gelappt oder intensiv behaart. Die Ausbreitung der Samen erfolgt meist durch Vögel.

### Inhaltsstoffe und Chromosomensätze
Im Mesophyll werden Calciumoxalat-Kristalle als Raphiden eingelagert. Stärke wird in den Samen und Rhizomen gespeichert.
Die Chromosomengrundzahlen betragen n = selten 7 oder 9, meist 11; es wurden beispielsweise Chromosomenzahlen von 2n = 14 oder 2n = 22 ermittelt.

## Nutzung
Wenige Arten werden als Zierpflanzen im gesamten Tropengürtel verwendet.

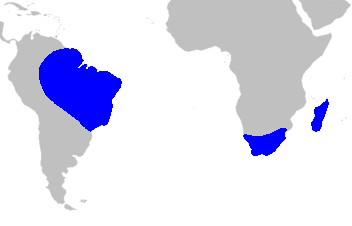
Verbreitungskarte, die das Verbreitungsgebiet der Gattungen nur ungenau wiedergibt, da für Phenakospermum das Gebiet zu klein und für die beiden anderen Gattungen zu groß eingezeichnet ist

## Systematik und Verbreitung
Die Verbreitungsgebiete sind das tropische Südamerika (nur Phenakospermum), das östliche Südafrika (nur Strelitzia), Madeira und Madagaskar (nur Ravenala).
Zuerst wurde 1900 von Karl Moritz Schumann eine Unterfamilie Strelitzioideae innerhalb der Musaceae aufgestellt. Sie wurde 1934 von John Hutchinson in The Families of Flowering Plants, Band 2, S. 72 in den Rang einer Familie der Strelitziaceae gestellt. Typusgattung ist Strelitzia Ait. Der botanische Gattungsname Strelitzia ehrt Prinzessin Charlotte von Mecklenburg-Strelitz (1744–1818), die Gemahlin des englischen Königs Georg III.
Nach molekularbiologischen Untersuchungen sind die Strelitziaceae die Schwesterfamilie der Lowiaceae und nahe verwandt mit den Familien Heliconiaceae und Musaceae.
Die Familie enthält drei Gattungen, zwei davon sind monotypisch, mit insgesamt sieben Arten:

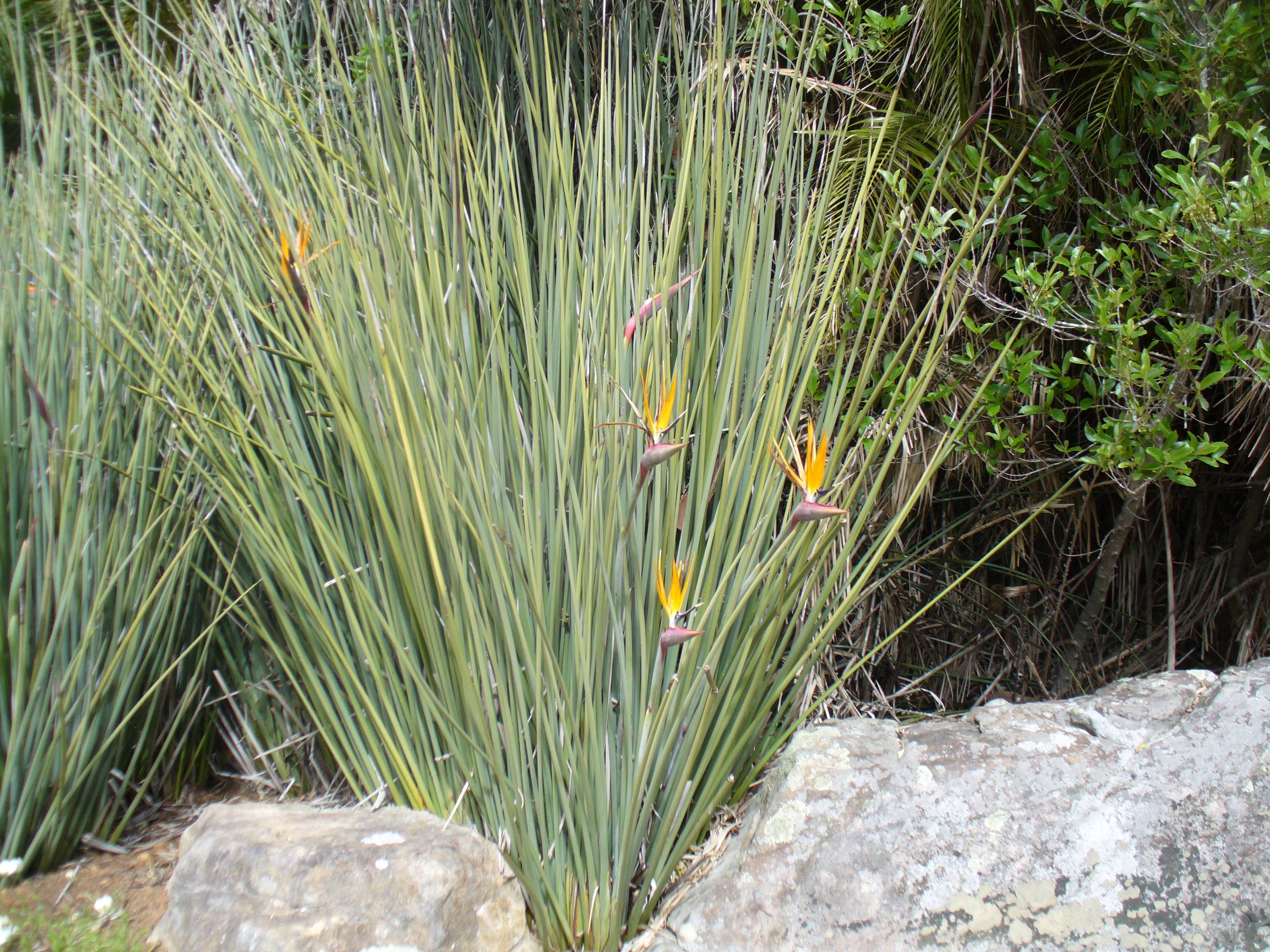
Habitus und Blütenstände von Strelitzia juncea

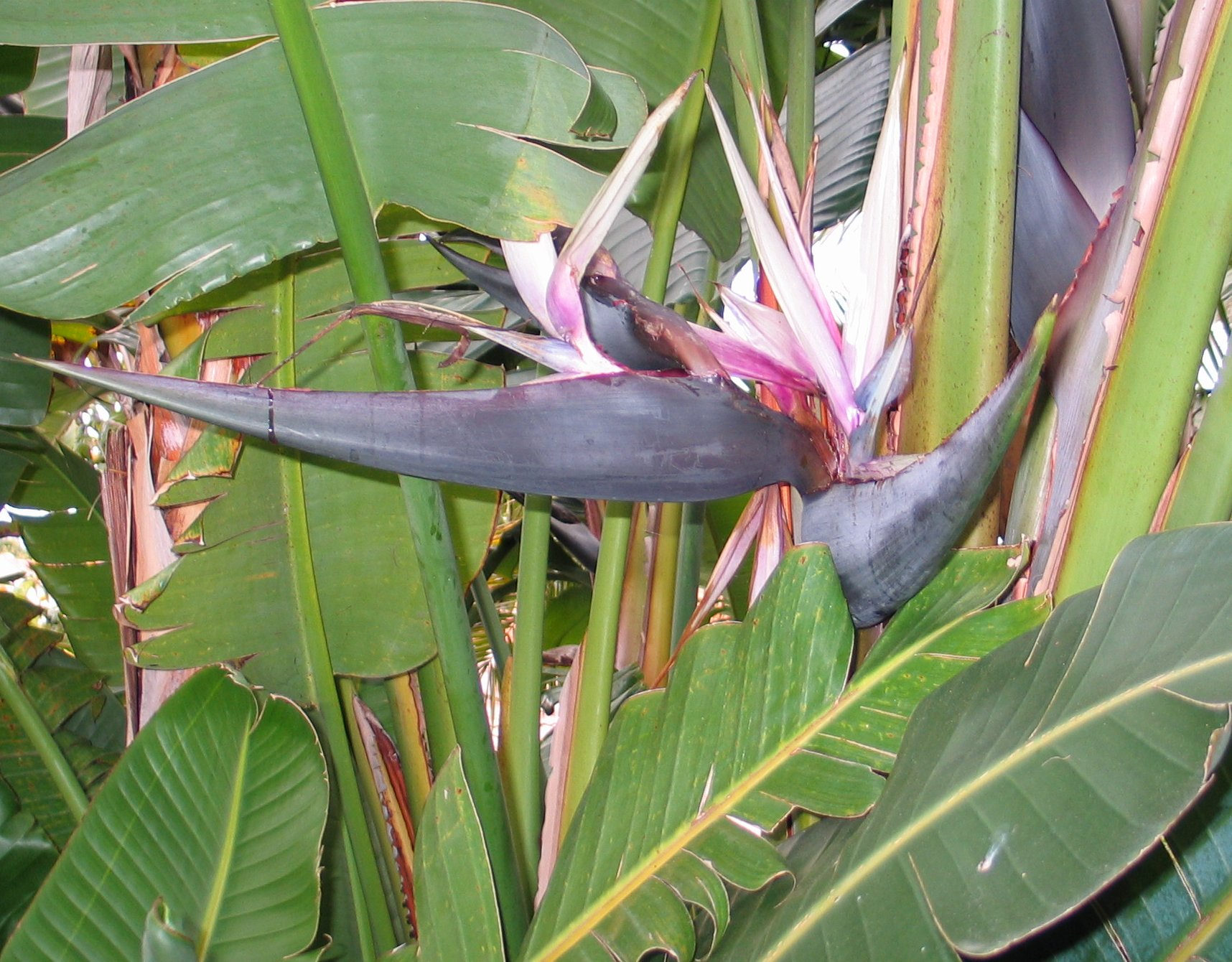
Blütenstand von Strelitzia nicolai

- Strelitzien (Strelitzia Ait.): Die fünf Arten sind entlang der östlichen Küste Südafrikas verbreitet:
  - Weiße Strelitzia (Strelitzia alba (L. f.) Skeels, Syn.: Strelitzia angusta Thunb.): Sie kommt in Südafrika vom Distrikt Knysna in der Provinz Westkap bis zum Distrikt Humansdorp in der Provinz Ostkap vor.
  - Berg-Strelitzie (Strelitzia caudata R.A.Dyer): Sie ist im südlichen Afrika von Limpopo, Mpumalanga und Eswatini bis zum östlichen Hochland von Simbabwe verbreitet.
  - Natal- oder Baum-Strelitzie (Strelitzia nicolai Regel & Koern.): Sie ist in Südafrika ab südlich East London im Ostkap bis KwaZulu-Natal weiter bis Mosambik und Simbabwe verbreitet.
  - Strelitzia juncea Link: Dieser Endemit kommt in Südafrika nur nahe Uitenhage, Patensie und etwas nördlich von Port Elizabeth in der Provinz Ostkap vor.
  - Paradiesvogelblume oder Königs-Strelitzie (Strelitzia reginae Aiton): Sie kommt in zwei Unterarten nur in den südafrikanischen Provinzen Ostkap und KwaZulu-Natal vor. Sie wird in tropischen Parks und Gärten als Zierpflanze, als Kübelpflanze in nicht tropischen Ländern und als lange haltbare Schnittblume verwendet.
- Ravenala Adans.: Sie enthielt ursprünglich nur eine Art, umfasst aber seit 2021 sechs Arten, alle aus Madagaskar[1]:
  - Baum der Reisenden (Ravenala madagascariensis Sonn.): Das ursprüngliche Verbreitungsgebiet liegt im östlichen Madagaskar in Höhenlagen unterhalb 1000 Metern. Er wird in den gesamten Tropen als Zierpflanze in Parks gepflanzt. Er wird sehr groß und bildet einen Stamm.
  - Ravenala agatheae Haev. & Razanats.: Sie kommt nur im nördlichen sowie westlichen Madagaskar vor.[2] Es sind nur fünf Fundorte in den Provinzen Antsiranana sowie Mahajanga bekannt.[3]
  - Ravenala blancii Haev., Jeannoda & Hladik: Sie kommt nur im östlichen Madagaskar vor.[2] Die wenigen Fundorte befinden sich nur in der Provinz Toamasina.[3]
  - Ravenala grandis Haev., Razanats., Hladik & P.Blanc: Sie kommt nur im östlichen Madagaskar vor.[2] Es sind nur wenige Fundorte bekannt.[3]
  - Ravenala hladikorum Haev., Razanats., Jeannoda & P.Blanc: Sie kommt nur im östlichen Madagaskar vor.[2] Es sind nur wenige Fundorte bekannt.[3]
  - Ravenala menahirana Haev. & Razanats.: Sie kommt nur im nordöstlichen bis ostnordöstlichen Madagaskar vor.[2] Es sind nur wenige Fundorte bekannt.[3]
- Phenakospermum Endl.: Sie enthält nur eine Art. Es wird von einer zweiten Art berichtet: Phenakospermum amazonicum (Mart.) Miq., sie wurde sogar in eine eigene Gattung Musidendron Nikai gestellt. Dies gilt nur als Synonym von Phenakospermum guyannense:
  - Phenakospermum guyannense (L.C.Rich.) Endl. ex Miq.: Sie ist im gesamten Amazonasbecken, im tropischen nördlichen und zentralen Südamerika östlich der Anden weitverbreitet. Sie erreicht Wuchshöhen von 2 bis 5 Metern und sieht dem „Baum der Reisenden“ ähnlich, besitzt aber nur einen Scheinstamm ähnlich dem der Bananen.

## Weitere Bilder
Baum der Reisenden (Ravenala madagascariensis):

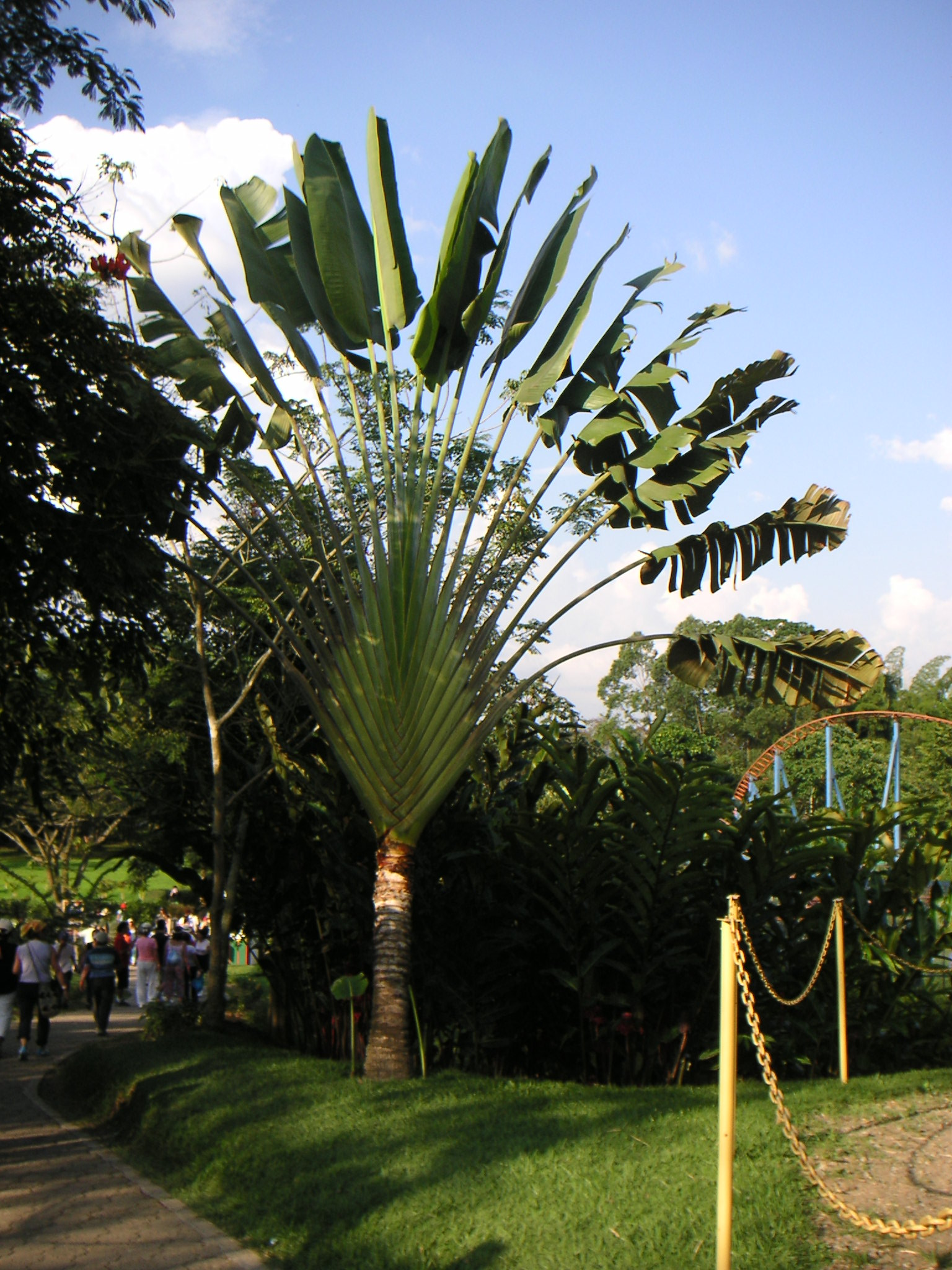
Habitus
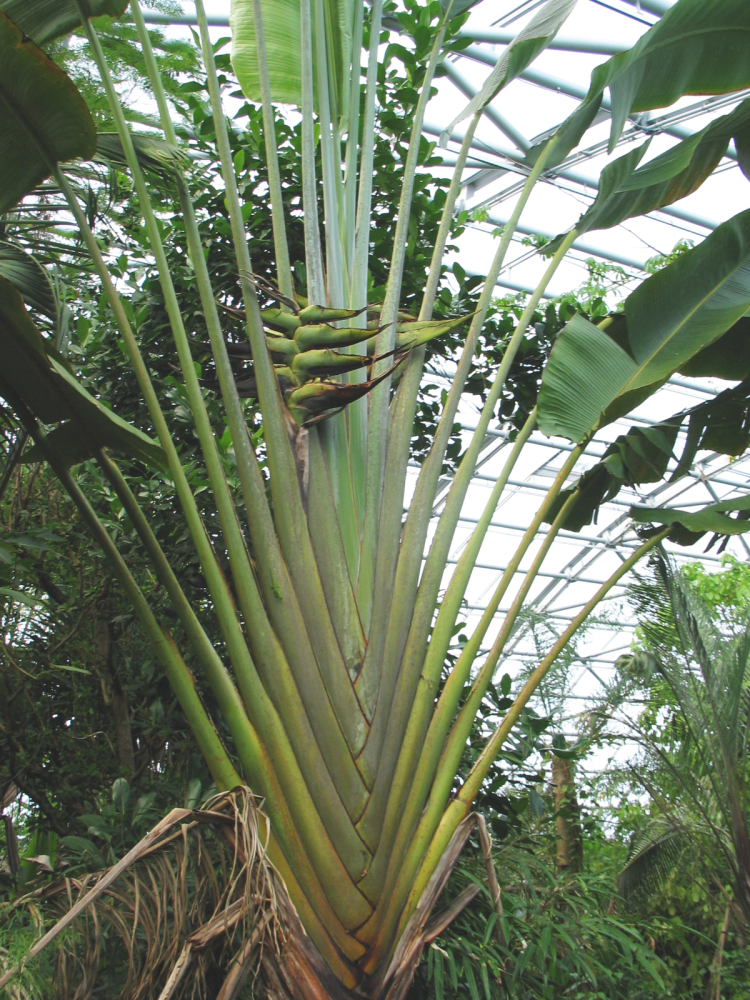
Blütenstand
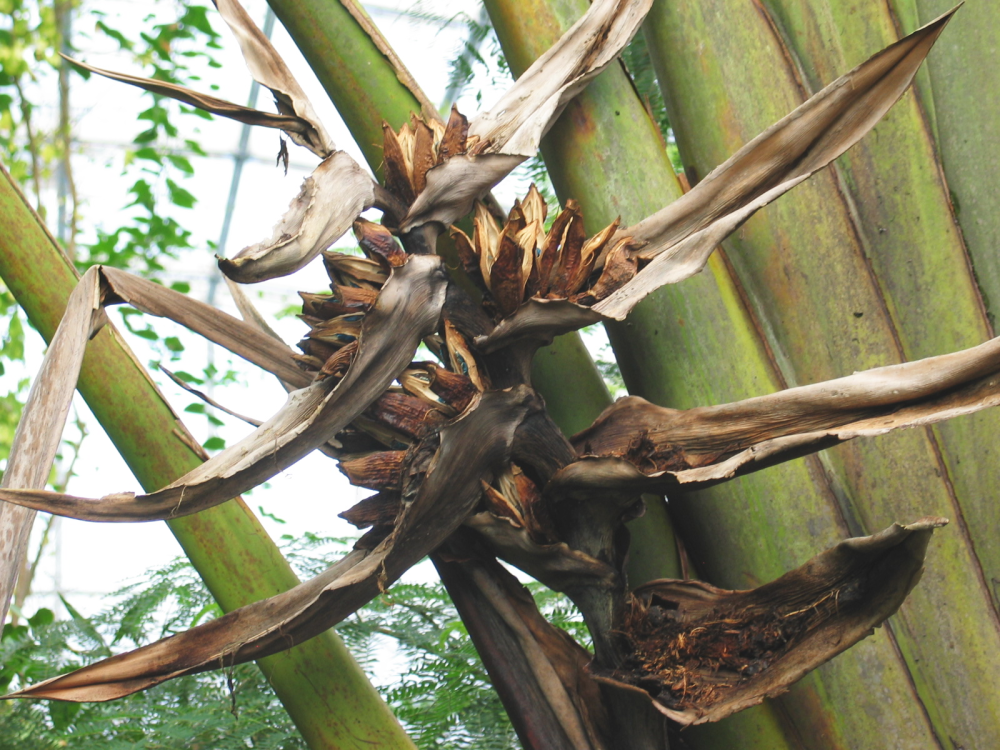
Fruchtstand